# Chiesa Rotonda di San Bernardino
Die römisch-katholische Kirche San Bernardino steht in San Bernardino, einem Ortsteil von Mesocco im Kanton Graubünden.

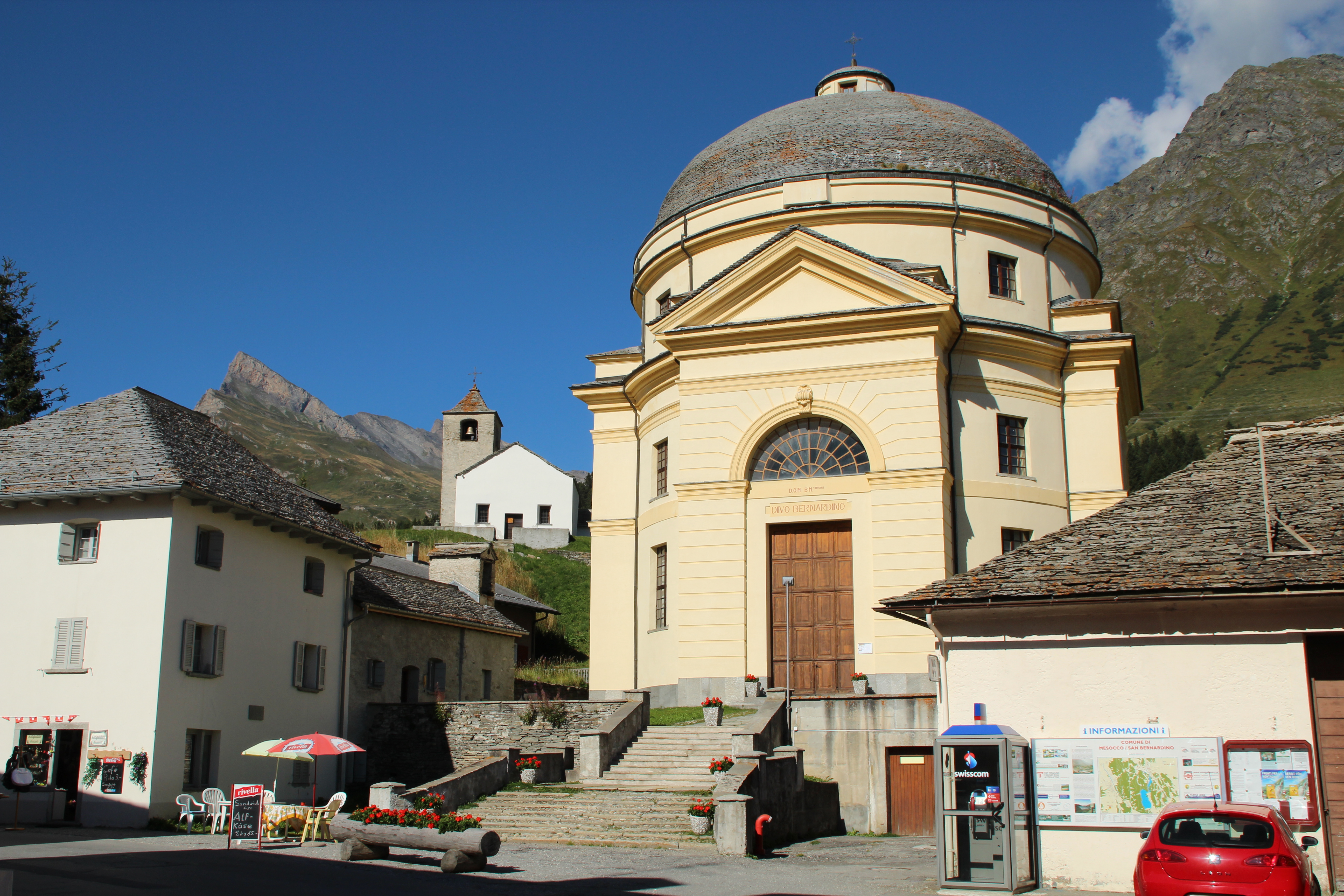
Die Kirche Rotonda unterhalb der alten Kirche. Im Hintergrund der Piz Uccello

## Lage
Die Chiesa Rotonda (Rundkirche) steht im Zentrum des Dorfes unterhalb der alten Kirche S. Bernardino und Sebastiano. Sie ist Bernhardin von Siena gewidmet.

## Geschichte

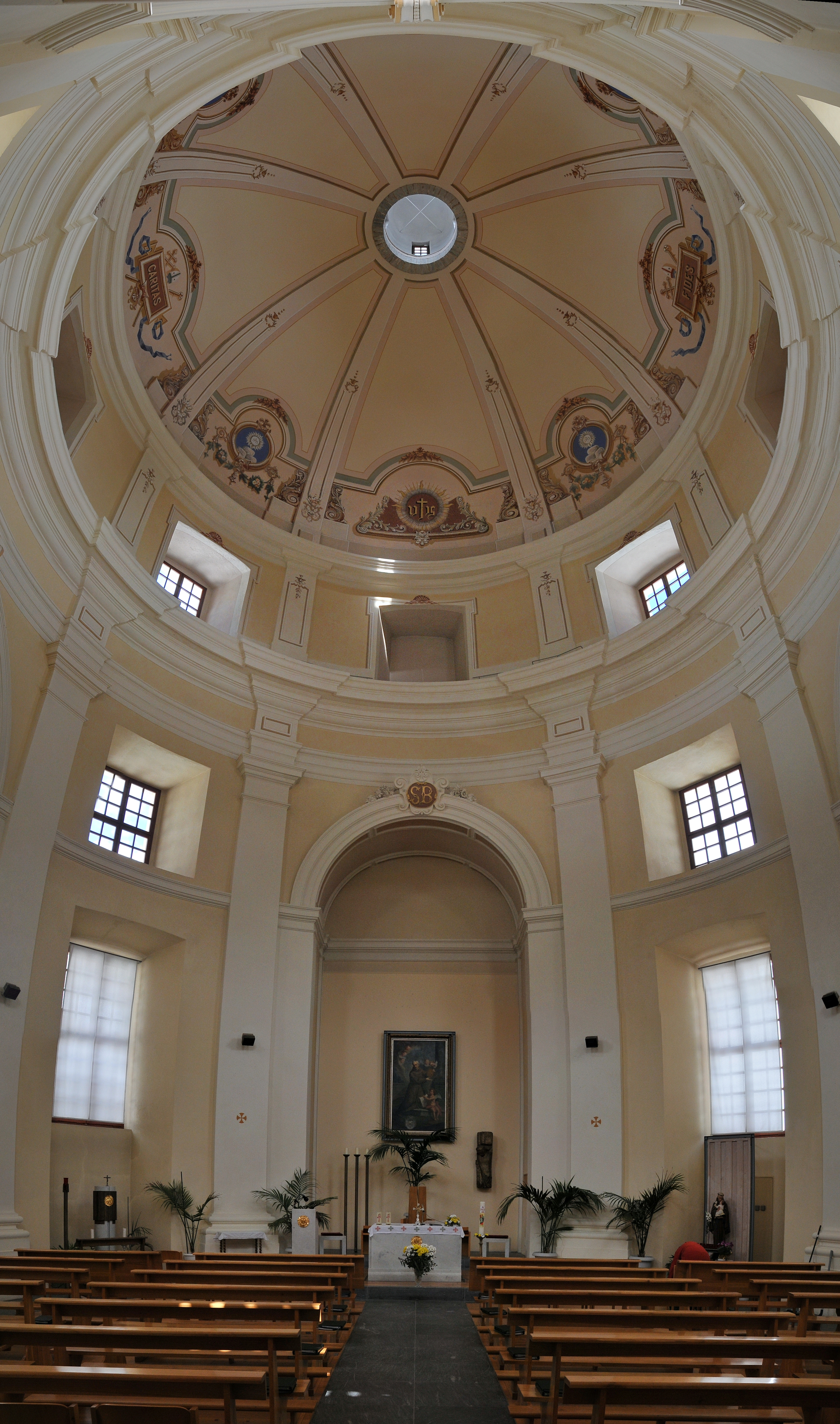
Innenraum

Die Kirche San Bernardino wurde zwischen 1867 und 1897 von G. Gloria von Mailand erbaut.  Die Bauarbeiten begannen 1867, aber mangels Mitteln wurden sie in der Mitte der Arbeiten für zehn Jahre unterbrochen und die Kirche wurde offiziell erst am 11. August 1897 eingeweiht. Der Zentralbau im neoklassizistischen Stil ist von der Kirche San Carlo al Corso in Mailand inspiriert. Beachtenswert ist das mit Steinplatten gedeckte Kuppeldach. In den 1980er Jahren wurde die Kirche durch Fausto Censi und Fausto Chiaverio restauriert.

## Beschreibung
Die Kirche, ein runder Zentralbau, ist von einer Kuppel mit Tambour bekrönt. Der Bau ist 27 Meter hoch und hat an der Basis einen Durchmesser von 19 Meter. Die Dicke der Aussenmauern beträgt an der Basis 120, am Oberlichtbereich 50 Zentimeter.

## Ehrungen und Preise
- Kirche ist Kulturgut von San Bernardino
- 1987: Auszeichnung für gute Bauten Graubünden